# Nereo Rocco
Nereo Rocco (Trieste; 20 de mayo de 1912 - Íbid.; 20 de febrero de 1979) fue un jugador y entrenador del fútbol italiano. Rocco fue uno de los técnicos más exitosos en Italia, y el primer defensor del catenaccio en el país.

## Carrera

### Como jugador

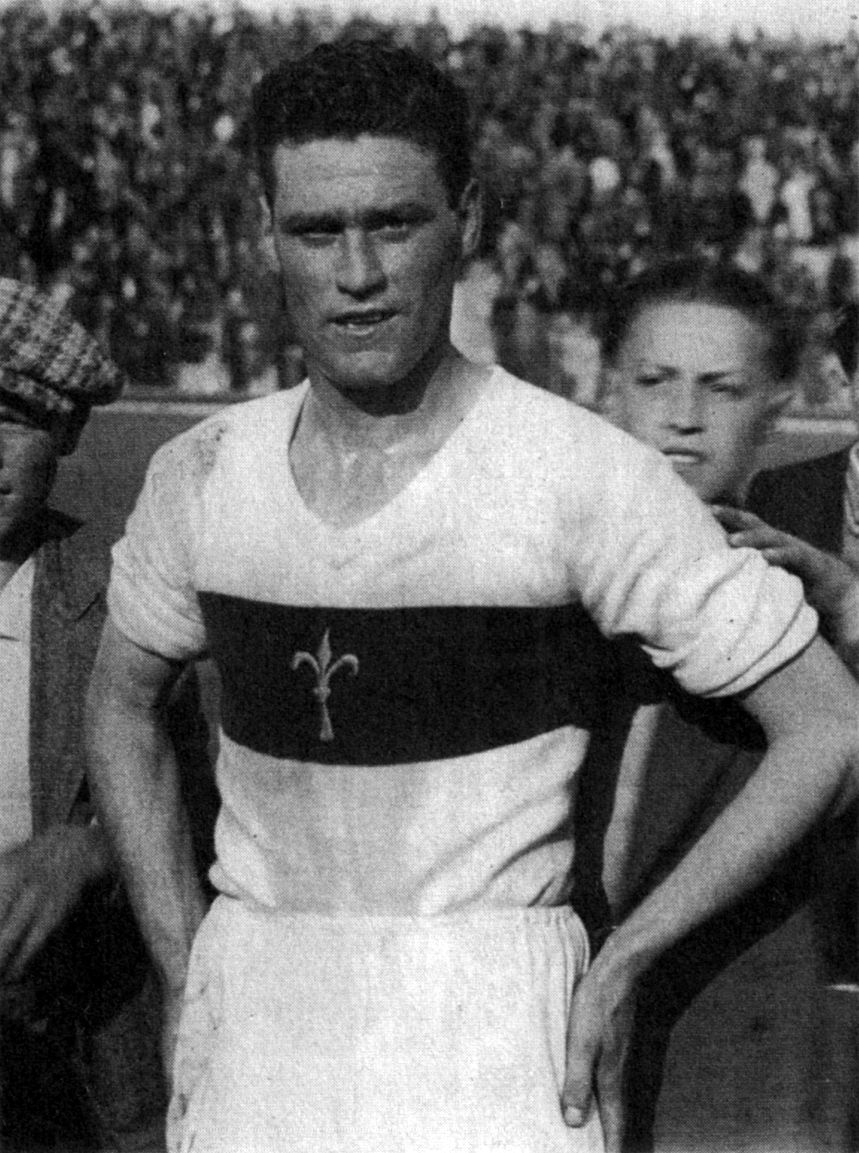
Rocco con la casaca de la Triestina en los años 1930

Militó, como mediocampista, en la Triestina (235 partidos, 62 goles en Serie A), después en el Napoli (52 partidos y 7 goles), y en el Calcio Padova en Serie B,(47 partidos y 15 goles). Por un breve periodo, en la posguerra, fue entrenador y jugador, simultáneamente, del Libertas Trieste, ahora en Serie C.
Rocco se puso, en una ocasión, la camisa de la Nazionale: Vittorio Pozzo lo alineó en el partido de eliminatoria al mundial de Italia 1934, disputado el 25 de marzo de 1934, en Milán, con victoria para los azzurri por 4-0.
En total, Nereo Rocco disputó en Serie A 287 partidos en 11 campeonatos, marcando 69 goles.

### Como entrenador
Rocco pasó a la historia del fútbol como el introductor en Italia del "catenaccio", el módulo táctico netamente defensivo ideado en Suiza en los años treinta. El entrenador triestino experimentó esta estrategia durante su carrera de jugador, cuando jugó en el rol de líbero en el equipo del Libertas, en los años de la posguerra. En un amistoso contra la Triestina, Rocco sale bien al sufrir una clamorosa derrota, que lo prenotaron para los años siguientes. La Triestina, terminó última en la temporada 1946/47 y rescatada por la difícil situación en la cual se encontraba la ciudad en la posguerra, gracias al nuevo y joven técnico y a la nueva táctica que predicaba, llegó a clasificarse segundo detrás del Torino FC. Con este resultado inició la historia de Nereo Rocco, entrenador.

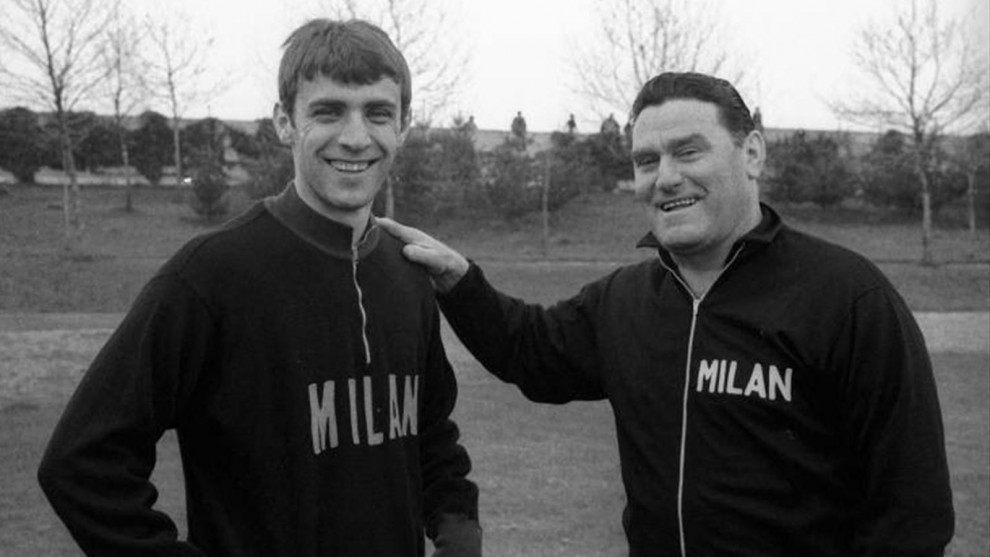
Pierino Prati (izquierda) y Nereo Rocco en un entrenamiento del AC Milan en la temporada 1967-68.

Huraño, severo y nunca satisfecho con sus jugadores, Rocco se relacionaba con ellos como un padre extremamente afectuoso: habituado en su colorido hablar triestino, se ganó el apodo de "el Paròn" ("el Maestro"), sobrenombre que lo acompañó para siempre.
Después dos buenos octavos puestos en los años siguientes, (Serie A 1948-1949 y 1949/50), Rocco se aleja de la Triestina por razones que nunca fueron claras, para ir al Treviso, en serie B. Luego de tres temporadas con ellos, Rocco es llamado otra vez para dirigir a la Triestina en Serie A, pero ahora fue despedido después de un 0 - 6 en casa contra el Milan.
Rocco no permaneció desocupado después de esto: fue llamado para salvar un malaventurado Padova, relegado en el fondo de la clasificación. Después de una permanencia inesperada, Nereo Rocco preparó al Padova para el gran salto en serie A, que vendría en la temporada siguiente (Serie A 1954-1955). Rocco se reforzó con jugadores como Ivano Blason, que estuvo con él en el Triestina que quedó segundo unos años atrás, Silvano Moro y Giovanni Azzini, y en la temporada 1957/58, el Padova quedó tercero, y en los años siguientes, continuó a ubicarse siempre en la zona medio - alta del campeonato.

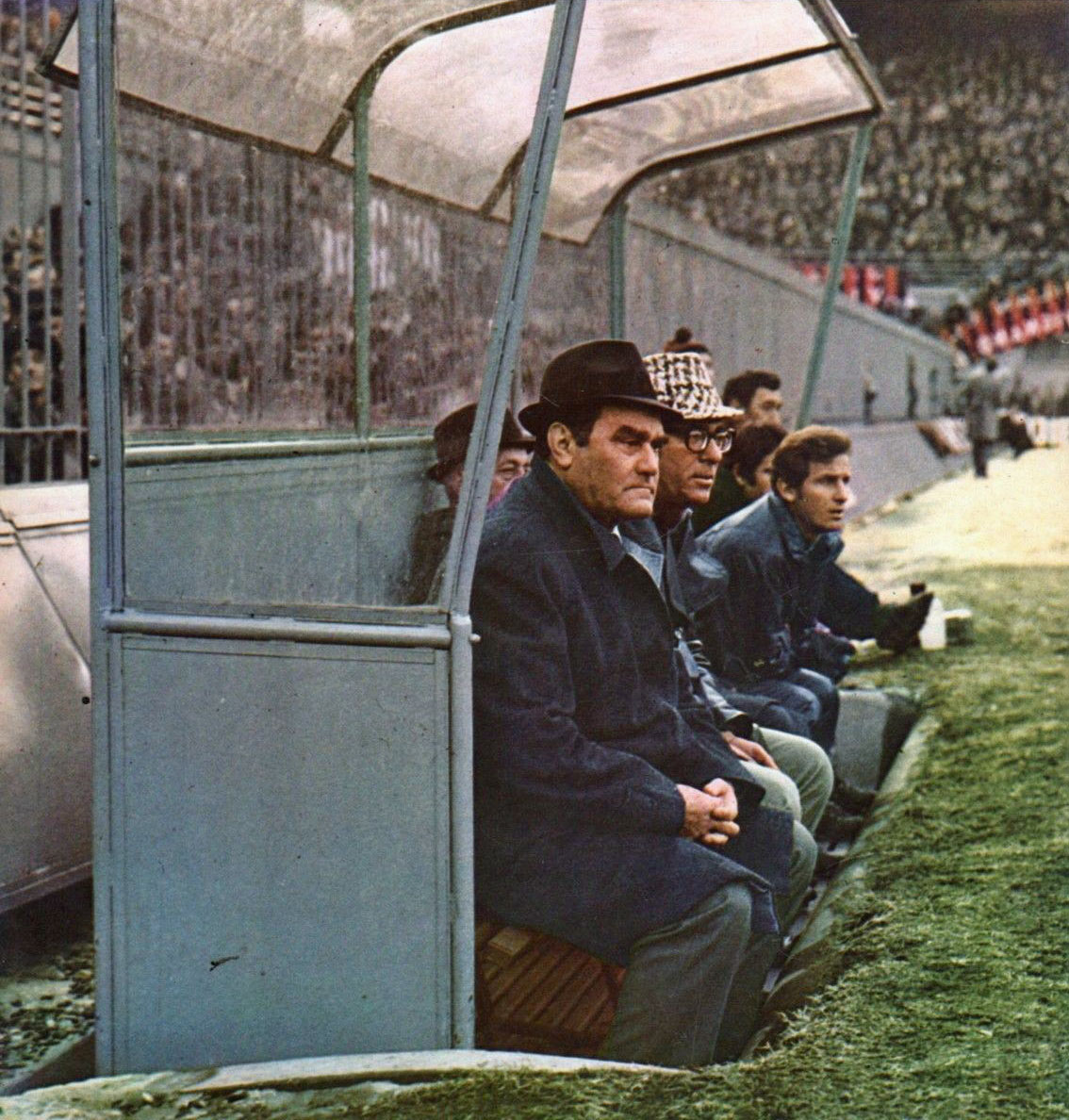
Nereo Rocco en el banquillo del estadio San Siro en la temporada 1970-71. Al fondo puede verse al futbolista y futuro entrenador Giovanni Trapattoni.

Después de haber dirigido a la selección olímpica, Rocco fue contratado por el Milan, donde gana el Scudetto en su primer año. Gran protagonista de aquella victoria fue el juvenil Gianni Rivera. En la temporada siguiente, de 1962-1963, Rocco añade a la vitrina la primera Copa de Campeones de la UEFA del Milan y del fútbol italiano, derrontando en Wembley al SL Benfica de Eusebio. Después de este triunfo, Rocco va al Torino, dirigiéndolo por 3 temporadas, obteniendo un tercer lugar en la de (1964/65). Al iniciar la temporada 1967/68, Rocco fue enrolado nuevamente por el Milan con el cual conquistó otra vez el scudetto y, en el mismo año, la Recopa. La temporada siguiente, fue el turno del máximo logro, después de un memorable reto en Argentina contra Estudiantes, conquistan la Copa Intercontinental que al Milan se le escapó en 1963.
En esos años, Rocco consagró definitivamente el talento de Gianni Rivera; además, el Paròn revalorizó a gente como el portero Fabio Cudicini y el veterano sueco Kurt Hamrin.
Luego de entrenar a i diavoli por otros tres años, ganando otra Recopa en el 1972/73 y la Copa Italia en 1972 y 1973, el entrenador triestino dejó el Milan en febrero de 1974 por divergencias con la dirigencia. Pasó a la Fiorentina que esperaba, uniendo la experiencia del entrenador con el talento y energía de algunos jóvenes como Antognoni, Caso, Della Martira, Desolati, Guerini, poder lograr el scudetto. Los resultados no fueron los mejores, con un octavo puesto en el campeonato, y Rocco dejó el banco viola en mayo de 1975, antes de la fase final de la Coppa Italia que la Fiore ganó.
Inmediatamente vuelve como director técnico al Padova y por dos años al Milan, y retornar al banco en 1977 después del despido de Giuseppe Marchioro. Gana la Copa Italia 1976-77.
Rocco murió el 20 de febrero de 1979 en el Ospedale Maggiore de Trieste a causa de una grave enfermedad.
Rocco ostentó el récord de presencias como entrenador en serie A, batido solo hasta 2006 por Carlo Mazzone.

## Clubes

### Jugador
| Club             | País   | Año         |
| ---------------- | ------ | ----------- |
| Triestina Calcio | Italia | 1929 - 1937 |
| SSC Napoli       | Italia | 1937 - 1940 |
| Calcio Padova    | Italia | 1940 - 1942 |

### Entrenador
| Club             | País   | Año         |
| ---------------- | ------ | ----------- |
| Triestina Calcio | Italia | 1947 - 1950 |
| Treviso          | Italia | 1950 - 1953 |
| Triestina Calcio | Italia | 1953 - 1954 |
| Calcio Padova    | Italia | 1954 - 1961 |
| AC Milan         | Italia | 1961 - 1963 |
| Torino           | Italia | 1963 - 1967 |
| AC Milan         | Italia | 1967 - 1973 |
| ACF Fiorentina   | Italia | 1974 - 1975 |
| AC Milan         | Italia | 1975 - 1977 |

## Palmarés

### Entrenador

#### Nacionales
Milan: 1962, 1968
Milan: 1972, 1973, 1977

#### Internacionales
Recopa de Europa: 2
Milan: 1968, 1973
Copa de Europa (hoy UEFA Champions League)
Milan: 1963, 1969
Copa Intercontinental:1 
Milan: 1969

#### Clasificaciones de los mejores entrenadores de todos los tiempos
| Premio          | Posición | Top 10 | Año  | Referencias |
| --------------- | -------- | ------ | ---- | ----------- |
| France Football | 17.º     | No     | 2019 | [ 1 ] [ 2 ] |
| World Soccer    | 36.º     | No     | 2013 | [ 3 ] [ 4 ] |